# Elecciones parlamentarias de Estonia de 2015
Las elecciones parlamentarias de Estonia tuvieron lugar en este país báltico el 1 de marzo de 2015, al cumplirse el periodo legislativo anterior. La votación adelantada tuvo lugar en la semana del 19 al 25 de febrero del mismo año, con una participación del 33%. El Partido Reformista siguió siendo el más numeroso en el Riigikogu, obteniendo 30 de los 101 escaños. Su líder, Taavi Rõivas, siguió siendo primer ministro. Los 101 miembros recién elegidos del 13.º Riigikogu se reunieron en el castillo de Toompea en Tallin diez días después de las elecciones. Dos nuevos partidos políticos, el Partido Libre y el Partido Popular Conservador (EKRE), cruzaron el umbral para entrar en el Riigikogu.
En enero de 2015, el Comité Electoral Nacional anunció que diez partidos políticos y once candidatos individuales se habían registrado para participar en las elecciones parlamentarias de 2015. Individuos de los partidos políticos en competencia también participaron en múltiples debates organizados en enero y febrero de 2015.
Después de estas elecciones, Los reformistas negociaron exitosamente con los partidos de la Triple Alianza, SDE e IRL, formando un segundo gobierno encabezado por Rõivas en abril. Esta coalición cayó después de un voto de confianza al año siguiente, dando lugar al primer gobierno que no incluyó al reformismo desde 1999 debido al colapso del cordón sanitario alrededor del Partido del Centro después de que este eligiera un nuevo líder, poniendo fin al liderazgo duradero de Edgar Savisaar, a quien se consideraba demasiado rusófilo.

## Antecedentes
Estas fueron las primeras elecciones desde la renuncia del primer ministro Andrus Ansip, quien dejó su posición ejecutiva después de nueve años, siendo en aquel momento el primer ministro de un país de la Unión Europea que más tiempo llevaba en el poder. Tras la renuncia, los reformistas y los socialdemócratas hicieron un pacto para continuar formando el gobierno, nombrando al reformista Taavi Rõivas como sucesor en el cargo de primer ministro. Este pacto modificó el anterior, realizado entre los reformistas y los conservadores del IRL.

## Sistema electoral
Los 101 miembros del Riigikogu (nombre del Parlamento de Estonia) fueron elegidos mediante un formulario de representación proporcional para un mandato de cuatro años. Los asientos se asignan utilizando un método de D'Hondt modificado. El país está dividido en doce distritos electorales de varios mandatos. Existe un umbral nacional del 5% para las listas del partido, impuesto desde las elecciones del 2003, pero si el número de votos emitidos a favor de un candidato supera o iguala la sencilla cuota (que se obtiene al dividir el número de votos válidos emitidos en la circunscripción electoral por el número de mandatos en el distrito) hace que él o ella sea elegido/a.
Las encuestas previas a las elecciones pusieron al Partido Reformista, encabezado por el primer ministro Taavi Rõivas, que había sucedido el 26 de marzo de 2014 al electo Andrus Ansip tras su renuncia por su hastío político después de tanto tiempo en el poder, por delante de su principal rival, el opositor Partido del Centro. El primero es centro-derechista, en cambio el otro se postula como centrista y populista. Ambas partes son miembros del Partido Liberal Demócrata Europeo y Reforma.

### Escaños por distrito
| #  | Distrito electoral                                       | Escaños |
| -- | -------------------------------------------------------- | ------- |
| 1  | Distritos Haabersti, Põhja-Tallinn y Kristiine en Tallin | 9       |
| 2  | Distritos Kesklinn, Lasnamäe y Pirita en Tallin          | 12      |
| 3  | Distritos Mustamäe y Nõmme en Tallin                     | 8       |
| 4  | Distrito Harju (sin Tallin) y el condado de Rapla        | 14      |
| 5  | Condados Hiiu, Lääne y Saare                             | 6       |
| 6  | Condado de Lääne-Viru                                    | 5       |
| 7  | Condado de Ida-Viru                                      | 7       |
| 8  | Condados Järva y Viljandi                                | 7       |
| 9  | Condados Jõgeva y Tartu (sin la ciudad de Tartu)         | 8       |
| 10 | Ciudad de Tartu                                          | 8       |
| 11 | Condados Võru, Valga y Põlva                             | 9       |
| 12 | Condado Pärnu                                            | 8       |

## Partidos participantes
El Comité Electoral Nacional de Estonia anunció que diez partidos políticos y 11 candidatos individuales se registraron para participar en las elecciones parlamentarias de 2015. Sus números de registro y orden se determinaron mediante sorteo.
| #  | Partido | Partido                        | Ideología                      | Posición Política         | Líder             | Candidatos | Resultados de 2011 | Resultados de 2011 |
| #  | Partido | Partido                        | Ideología                      | Posición Política         | Líder             | Candidatos | Votos (%)          | Escaños            |
| -- | ------- | ------------------------------ | ------------------------------ | ------------------------- | ----------------- | ---------- | ------------------ | ------------------ |
| 1  |         | Partido de la Unidad Popular   | Nacionalismo cívico            | Derecha a Extrema derecha | Kristiina Ojuland | 35         | No existió         | No existió         |
| 2  |         | Partido Popular Conservador    | Derecha populism               | Derecha a Extrema derecha | Mart Helme        | 125        | 2,1%               | 0/101              |
| 3  |         | Partido Reformista             | Liberalismo clásico            | Centroderecha             | Taavi Rõivas      | 124        | 28,6%              | 33/101             |
| 4  |         | Unión Pro Patria y Res Publica | Democracia cristiana           | Centroderecha             | Urmas Reinsalu    | 125        | 20,5%              | 23/101             |
| 5  |         | Verdes                         | Política verde                 | Centroizquierda           | Aleksander Laane  | 40         | 3,8%               | 0/101              |
| 6  |         | Izquierda Unida Estonia        | Política de las minorías rusas | Izquierda                 | Valev Kald        | 25         | 2,1%               | 0/101              |
| 7  |         | Partido Libre                  | Conservadurismo                | Centroderecha             | Andres Herkel     | 125        | No existió         | No existió         |
| 8  |         | Partido del Centro             | Populismo                      | Centroizquierda           | Edgar Savisaar    | 125        | 23,3%              | 26/101             |
| 9  |         | Partido Socialdemócrata        | Socialdemocracia               | Centroizquierda           | Sven Mikser       | 125        | 17,1%              | 19/101             |
| 10 |         | Partido de la Independencia    | Nacionalismo estonio           | Extrema derecha           | Vello Leito       | 12         | 0,5%               | 0/101              |
| —  |         | Candidatos individuales        | —                              | —                         | —                 | 11         | No existió         | No existió         |

## Encuestas de opinión
Los resultados de la encuesta se enumeran en la tabla a continuación en orden cronológico inverso, mostrando el más reciente primero. El porcentaje más alto en cada encuesta se muestra en negrita y con el fondo sombreado del color del partido principal. En el caso de que haya un empate, entonces ninguna figura estará sombreada.
| Fecha               | Encuestadora/Medio                                                 | Ref                                            | Kesk                                           | IRL                                            | SDE                                            | Verde                                          | EKRE                                           | EVA                                            | Otros                                          | Dif.                                           |                                                |     |     |     |
| ------------------- | ------------------------------------------------------------------ | ---------------------------------------------- | ---------------------------------------------- | ---------------------------------------------- | ---------------------------------------------- | ---------------------------------------------- | ---------------------------------------------- | ---------------------------------------------- | ---------------------------------------------- | ---------------------------------------------- | ---------------------------------------------- | --- | --- | --- |
| Fecha               | Encuestadora/Medio                                                 | 1 Mar 2015                                     | Resultados electorales                         | 27,7                                           | 24,8                                           | 13,7                                           | 15,2                                           | 0,9                                            | Otros                                          | Dif.                                           | 8,1                                            | 8,7 | 0,9 | 2,9 |
| 23–26 Feb 2015      | TNS Emor                                                           | 26                                             | 22                                             | 16                                             | 19                                             | -                                              | 6                                              | 10                                             | 1                                              | 4                                              |                                                |     |     |     |
| Feb 2015            | Turu-uuringute AS                                                  | 22                                             | 27                                             | 16                                             | 18                                             | -                                              | 6                                              | 6                                              | 5                                              | 5                                              |                                                |     |     |     |
| 11–18 Feb 2015      | TNS Emor Archivado el 24 de septiembre de 2015 en Wayback Machine. | 23                                             | 22                                             | 14                                             | 20                                             | 2                                              | 9                                              | 9                                              | 1                                              | 1                                              |                                                |     |     |     |
| Ene 2015            | Turu-uuringute AS                                                  | 22                                             | 26                                             | 15                                             | 16                                             | -                                              | 6                                              | 6                                              | 9                                              | 4                                              |                                                |     |     |     |
| Ene 2015            | TNS Emor                                                           | 25                                             | 22                                             | 15                                             | 18                                             | 2                                              | 5                                              | 8                                              | 4                                              | 3                                              |                                                |     |     |     |
| Dic 2014            | Turu-uuringute AS                                                  | 26                                             | 27                                             | 15                                             | 19                                             | 3                                              | 4                                              | 1                                              | 4                                              | 1                                              |                                                |     |     |     |
| Dic 2014            | TNS Emor Archivado el 24 de septiembre de 2015 en Wayback Machine. | 32                                             | 23                                             | 16                                             | 21                                             | 2                                              | 2                                              | 1                                              | 3                                              | 9                                              |                                                |     |     |     |
| Nov 2014            | TNS Emor Archivado el 24 de septiembre de 2015 en Wayback Machine. | 29                                             | 22                                             | 18                                             | 22                                             | 4                                              | 2                                              | 2                                              | 1                                              | 7                                              |                                                |     |     |     |
| Oct 2014            | TNS Emor Archivado el 24 de septiembre de 2015 en Wayback Machine. | 27                                             | 27                                             | 16                                             | 19                                             | 3                                              | 3                                              | 2                                              | 3                                              | 0                                              |                                                |     |     |     |
| Sep 2014            | TNS Emor Archivado el 24 de septiembre de 2015 en Wayback Machine. | 27                                             | 26                                             | 18                                             | 23                                             | 3                                              | 2                                              | No existió                                     | 1                                              | 1                                              |                                                |     |     |     |
| Ago 2014            | TNS Emor Archivado el 24 de septiembre de 2015 en Wayback Machine. | 29                                             | 25                                             | 15                                             | 26                                             | 1                                              | 4                                              | No existió                                     | 0                                              | 4                                              |                                                |     |     |     |
| Jul 2014            | TNS Emor Archivado el 24 de septiembre de 2015 en Wayback Machine. | 31                                             | 24                                             | 16                                             | 24                                             | 1                                              | 3                                              | No existió                                     | 1                                              | 7                                              |                                                |     |     |     |
| Jun 2014            | TNS Emor Archivado el 24 de septiembre de 2015 en Wayback Machine. | 31                                             | 24                                             | 14                                             | 25                                             | 2                                              | 2                                              | No existió                                     | 2                                              | 7                                              |                                                |     |     |     |
| May 2014            | TNS Emor Archivado el 24 de septiembre de 2015 en Wayback Machine. | 29                                             | 24                                             | 15                                             | 27                                             | 3                                              | 2                                              | No existió                                     | 2                                              | 2                                              |                                                |     |     |     |
| Abr 2014            | TNS Emor Archivado el 24 de septiembre de 2015 en Wayback Machine. | 25                                             | 22                                             | 19                                             | 28                                             | 1                                              | 3                                              | No existió                                     | 2                                              | 3                                              |                                                |     |     |     |
| 26 de marzo de 2014 | El Gobierno de Taavi Rõivas entra en funciones                     | El Gobierno de Taavi Rõivas entra en funciones | El Gobierno de Taavi Rõivas entra en funciones | El Gobierno de Taavi Rõivas entra en funciones | El Gobierno de Taavi Rõivas entra en funciones | El Gobierno de Taavi Rõivas entra en funciones | El Gobierno de Taavi Rõivas entra en funciones | El Gobierno de Taavi Rõivas entra en funciones | El Gobierno de Taavi Rõivas entra en funciones | El Gobierno de Taavi Rõivas entra en funciones | El Gobierno de Taavi Rõivas entra en funciones |     |     |     |
| Mar 2014            | TNS Emor Archivado el 24 de septiembre de 2015 en Wayback Machine. | 24                                             | 27                                             | 16                                             | 26                                             | 2                                              | 2                                              | No existió                                     | 3                                              | 1                                              |                                                |     |     |     |
| Feb 2014            | TNS Emor Archivado el 24 de septiembre de 2015 en Wayback Machine. | 21                                             | 27                                             | 19                                             | 26                                             | 2                                              | 2                                              | No existió                                     | 3                                              | 1                                              |                                                |     |     |     |
| Ene 2014            | TNS Emor Archivado el 24 de septiembre de 2015 en Wayback Machine. | 24                                             | 25                                             | 22                                             | 23                                             | 2                                              | 2                                              | No existió                                     | 2                                              | 1                                              |                                                |     |     |     |
| Dic 2013            | TNS Emor Archivado el 24 de septiembre de 2015 en Wayback Machine. | 19                                             | 32                                             | 20                                             | 23                                             | 3                                              | 2                                              | No existió                                     | 1                                              | 9                                              |                                                |     |     |     |
| Nov 2013            | TNS Emor Archivado el 24 de septiembre de 2015 en Wayback Machine. | 18                                             | 29                                             | 22                                             | 23                                             | 2                                              | 3                                              | No existió                                     | 3                                              | 7                                              |                                                |     |     |     |
| Oct 2013            | TNS Emor Archivado el 24 de septiembre de 2015 en Wayback Machine. | 22                                             | 29                                             | 20                                             | 20                                             | 1                                              | 4                                              | No existió                                     | 4                                              | 7                                              |                                                |     |     |     |
| Sep 2013            | TNS Emor Archivado el 24 de septiembre de 2015 en Wayback Machine. | 21                                             | 29                                             | 18                                             | 23                                             | 4                                              | 3                                              | No existió                                     | 2                                              | 6                                              |                                                |     |     |     |
| Ago 2013            | TNS Emor Archivado el 24 de septiembre de 2015 en Wayback Machine. | 20                                             | 26                                             | 14                                             | 25                                             | 5                                              | 4                                              | No existió                                     | 6                                              | 1                                              |                                                |     |     |     |
| Jul 2013            | TNS Emor Archivado el 24 de septiembre de 2015 en Wayback Machine. | 24                                             | 28                                             | 14                                             | 26                                             | 3                                              | 2                                              | No existió                                     | 3                                              | 2                                              |                                                |     |     |     |
| Jun 2013            | TNS Emor Archivado el 24 de septiembre de 2015 en Wayback Machine. | 24                                             | 28                                             | 14                                             | 26                                             | 2                                              | 3                                              | No existió                                     | 3                                              | 2                                              |                                                |     |     |     |
| May 2013            | TNS Emor Archivado el 24 de septiembre de 2015 en Wayback Machine. | 24                                             | 26                                             | 15                                             | 26                                             | 2                                              | 3                                              | No existió                                     | 4                                              | 0                                              |                                                |     |     |     |
| Abr 2013            | TNS Emor Archivado el 24 de septiembre de 2015 en Wayback Machine. | 25                                             | 24                                             | 13                                             | 27                                             | 3                                              | 3                                              | No existió                                     | 5                                              | 2                                              |                                                |     |     |     |
| Mar 2013            | TNS Emor Archivado el 24 de septiembre de 2015 en Wayback Machine. | 25                                             | 26                                             | 15                                             | 27                                             | 3                                              | 1                                              | No existió                                     | 3                                              | 1                                              |                                                |     |     |     |
| Feb 2013            | TNS Emor Archivado el 24 de septiembre de 2015 en Wayback Machine. | 23                                             | 26                                             | 17                                             | 26                                             | 4                                              | 2                                              | No existió                                     | 2                                              | 0                                              |                                                |     |     |     |
| Ene 2013            | TNS Emor Archivado el 24 de septiembre de 2015 en Wayback Machine. | 20                                             | 28                                             | 16                                             | 27                                             | 5                                              | 2                                              | No existió                                     | 2                                              | 1                                              |                                                |     |     |     |
| Dic 2012            | TNS Emor Archivado el 24 de septiembre de 2015 en Wayback Machine. | 22                                             | 24                                             | 18                                             | 28                                             | 3                                              | 1                                              | No existió                                     | 4                                              | 4                                              |                                                |     |     |     |
| Nov 2012            | TNS Emor Archivado el 24 de septiembre de 2015 en Wayback Machine. | 26                                             | 23                                             | 17                                             | 25                                             | 3                                              | 1                                              | No existió                                     | 5                                              | 1                                              |                                                |     |     |     |
| Oct 2012            | TNS Emor Archivado el 24 de septiembre de 2015 en Wayback Machine. | 32                                             | 25                                             | 13                                             | 22                                             | 4                                              | 1                                              | No existió                                     | 3                                              | 7                                              |                                                |     |     |     |
| Sep 2012            | TNS Emor Archivado el 24 de septiembre de 2015 en Wayback Machine. | 33                                             | 24                                             | 11                                             | 24                                             | 4                                              | 0                                              | No existió                                     | 4                                              | 9                                              |                                                |     |     |     |
| Ago 2012            | TNS Emor Archivado el 24 de septiembre de 2015 en Wayback Machine. | 39                                             | 20                                             | 13                                             | 20                                             | 3                                              | 1                                              | No existió                                     | 4                                              | 19                                             |                                                |     |     |     |
| Jul 2012            | TNS Emor Archivado el 24 de septiembre de 2015 en Wayback Machine. | 34                                             | 22                                             | 15                                             | 25                                             | 2                                              | 1                                              | No existió                                     | 4                                              | 1                                              |                                                |     |     |     |
| Jun 2012            | TNS Emor Archivado el 24 de septiembre de 2015 en Wayback Machine. | 31                                             | 23                                             | 14                                             | 24                                             | 4                                              | 0                                              | No existió                                     | 4                                              | 7                                              |                                                |     |     |     |
| May 2012            | TNS Emor Archivado el 24 de septiembre de 2015 en Wayback Machine. | 30                                             | 19                                             | 17                                             | 29                                             | 3                                              | 0                                              | No existió                                     | 2                                              | 1                                              |                                                |     |     |     |
| Abr 2012            | TNS Emor Archivado el 24 de septiembre de 2015 en Wayback Machine. | 27                                             | 25                                             | 13                                             | 29                                             | 3                                              | 0                                              | No existió                                     | 3                                              | 2                                              |                                                |     |     |     |
| Mar 2012            | TNS Emor Archivado el 24 de septiembre de 2015 en Wayback Machine. | 29                                             | 23                                             | 12                                             | 30                                             | 2                                              | 3                                              | No existió                                     | 1                                              | 1                                              |                                                |     |     |     |
| Feb 2012            | TNS Emor Archivado el 24 de septiembre de 2015 en Wayback Machine. | 28                                             | 26                                             | 14                                             | 22                                             | 5                                              | 4                                              | No existió                                     | 1                                              | 2                                              |                                                |     |     |     |
| Ene 2012            | TNS Emor Archivado el 24 de septiembre de 2015 en Wayback Machine. | 30                                             | 27                                             | 13                                             | 19                                             | 4                                              | 3                                              | No existió                                     | 4                                              | 3                                              |                                                |     |     |     |
| Dic 2011            | TNS Emor Archivado el 24 de septiembre de 2015 en Wayback Machine. | 33                                             | 22                                             | 16                                             | 22                                             | 4                                              | 2                                              | No existió                                     | 1                                              | 11                                             |                                                |     |     |     |
| Nov 2011            | TNS Emor Archivado el 24 de septiembre de 2015 en Wayback Machine. | 31                                             | 23                                             | 16                                             | 24                                             | 4                                              | 2                                              | No existió                                     | 1                                              | 7                                              |                                                |     |     |     |
| Oct 2011            | TNS Emor Archivado el 24 de septiembre de 2015 en Wayback Machine. | 32                                             | 20                                             | 16                                             | 23                                             | 4                                              | 2                                              | No existió                                     | 3                                              | 9                                              |                                                |     |     |     |
| Sep 2011            | TNS Emor Archivado el 24 de septiembre de 2015 en Wayback Machine. | 31                                             | 24                                             | 16                                             | 22                                             | 4                                              | 2                                              | No existió                                     | 1                                              | 7                                              |                                                |     |     |     |
| Ago 2011            | TNS Emor Archivado el 24 de septiembre de 2015 en Wayback Machine. | 29                                             | 21                                             | 18                                             | 24                                             | 3                                              | 3                                              | No existió                                     | 2                                              | 5                                              |                                                |     |     |     |
| Jul 2011            | TNS Emor Archivado el 24 de septiembre de 2015 en Wayback Machine. | 31                                             | 21                                             | 15                                             | 24                                             | 3                                              | 2                                              | No existió                                     | 4                                              | 7                                              |                                                |     |     |     |
| Jun 2011            | TNS Emor Archivado el 24 de septiembre de 2015 en Wayback Machine. | 33                                             | 22                                             | 13                                             | 21                                             | 5                                              | 2                                              | No existió                                     | 4                                              | 7                                              |                                                |     |     |     |
| May 2011            | TNS Emor Archivado el 24 de septiembre de 2015 en Wayback Machine. | 33                                             | 20                                             | 17                                             | 22                                             | 4                                              | 1                                              | No existió                                     | 3                                              | 11                                             |                                                |     |     |     |
| Abr 2011            | TNS Emor Archivado el 24 de septiembre de 2015 en Wayback Machine. | 31                                             | 22                                             | 19                                             | 19                                             | 5                                              | 1                                              | No existió                                     | 3                                              | 9                                              |                                                |     |     |     |
| 6 Mar 2011          | Resultados electorales                                             | 28,6                                           | 23,3                                           | 20,5                                           | 17,1                                           | 3,8                                            | 2,1                                            | No existió                                     | 4,6                                            | 5,3                                            |                                                |     |     |     |

## Resultados
|                                    |                                       |         |       |         |       |
| Partido                            | Partido                               | Votos   | %     | Escaños | +/–   |
|                                    | Partido Reformista Estonio            | 158.970 | 27,69 | 30      | –3    |
|                                    | Partido del Centro Estonio            | 142.458 | 24,81 | 27      | +1    |
|                                    | Partido Socialdemócrata               | 87.189  | 15,19 | 15      | –4    |
|                                    | Unión Pro Patria y Res Publica        | 78.699  | 13,71 | 14      | –9    |
|                                    | Partido Libre                         | 49.882  | 8,69  | 8       | Nuevo |
|                                    | Partido Popular Conservador           | 46.772  | 8,15  | 7       | +7    |
|                                    | Verdes Estonios                       | 5.193   | 0,90  | 0       | 0     |
|                                    | Partido de la Unidad Popular          | 2.289   | 0,40  | 0       | Nuevo |
|                                    | Partido de la Independencia Estonia   | 1.047   | 0,18  | 0       | 0     |
|                                    | Partido de la Izquierda Unida Estonia | 764     | 0,13  | 0       | Nuevo |
|                                    | Independientes                        | 887     | 0,15  | 0       | 0     |
|                                    |                                       |         |       |         |       |
| Votos válidos                      | Votos válidos                         | 574.150 | 99,35 | –       | –     |
| Votos nulos/en blanco              | Votos nulos/en blanco                 | 3.760   | 0,65  | –       | –     |
| Total                              | Total                                 | 577.910 | 100   | 101     | 0     |
| Votantes registrados/Participación | Votantes registrados/Participación    | 899.793 | 64,23 | –       | –     |
| Fuente: VVK                        |                                       |         |       |         |       |

## Después de las elecciones

### Pacto de gobierno
Los reformistas comenzaron conversaciones para alcanzar una coalición con los socialdemócratals, con los conservadores de IRL y el Partido Libre. Tras tres semanas de negociaciones, el Partido Libre abandonó las negociaciónes por desacuerdos con los reformistas y el IRL. Los tres partidos restantes formaron una coalición que pactaron el 8 de abril. El gabinete de gobierno, encabezado por el reformista Taavi Rõivas tomó posesión al día siguiente.

### Caída del gobierno
En noviembre de 2016 el pacto de coalición se rompió en una moción de censura contra el primer ministro en que los partidos coaligados votaron en contra de Rõivas. Tras ello, los socialdemócratas y los conservadores pactaron con los centristas y nombraron nuevo primer ministro del país, al centrista, Jüri Ratas, exalcalde de Tallin.